# Microplophorus magellanicus
Microplophorus magellanicus är en skalbaggsart som beskrevs av Blanchard 1851. Microplophorus magellanicus ingår i släktet Microplophorus och familjen långhorningar. Inga underarter finns listade i Catalogue of Life.